# Delko (Radsportteam)
Delko war ein französisches Radsportteam.
Der Vélo-Club La Pomme Marseille  wurde 1974 im Marseiller Stadtteil La Pomme gegründet. Er ist einer der erfolgreichsten französischen Radsportvereine und entwickelte zahlreiche Talente, die später im Profiradsport erfolgreich waren. Aus ihm entwickelte sich im Jahr 2011 das Continental Team zunächst aufgrund einer fehlenden Anerkennung durch den französischen Verband mit lettischer Lizenz, ab 2012 hatte es eine entsprechende französische Lizenz. Seit der Saison 2016 verfügte das Team über eine Lizenz als Professional Continental Team.
Das Team trat im November 2012 dem Mouvement Pour un Cyclisme Crédible (dt. Bewegung für einen glaubwürdigen Radsport) bei.
In der Saison 2021 geriet der Teambetreiber in finanzielle Schwierigkeiten. Nach Paris–Tours 2021 erklärte das Management, dass das Team keine weiteren Rennen bestreiten werde und sich auflöse.

## Platzierungen in UCI-Ranglisten
UCI Africa Tour (bis 2018)
| Saison    | Mannschaftswertung | Einzelwertung           |
| --------- | ------------------ | ----------------------- |
| 2011-2012 | -                  | -                       |
| 2013      | 10.                | Julien Antomarchi (37.) |
| 2014-2016 | -                  | -                       |
| 2018      | 18.                | Mikel Aristi (89.)      |
| 2018      | 2.                 | Joseph Areruya (1.)     |

UCI America Tour (bis 2018)
| Saison    | Mannschaftswertung | Einzelwertung      |
| --------- | ------------------ | ------------------ |
| 2011-2015 | -                  | -                  |
| 2016      | 29.                | Daniel Díaz (115.) |
| 2017-2018 | -                  | -                  |

UCI Asia Tour (bis 2018)
| Saison | Mannschaftswertung | Einzelwertung             |
| ------ | ------------------ | ------------------------- |
| 2011   | 59.                | Justin Jules (256.)       |
| 2012   | 33.                | Benjamin Giraud (52.)     |
| 2013   | 6.                 | Benjamin Giraud (5.)      |
| 2014   | 3.                 | Julien Antomarchi (9.)    |
| 2015   | 18.                | Evaldas Šiškevičius (33.) |
| 2016   | 94.                | Rémy Di Gregorio (560.)   |
| 2017   | 32.                | Rémy Di Gregorio (80.)    |
| 2018   | 15.                | Javier Moreno (47.)       |

UCI Europe Tour (bis 2018)
| Saison | Mannschaftswertung | Einzelwertung             |
| ------ | ------------------ | ------------------------- |
| 2011   | 25.                | Julien Antomarchi (51.)   |
| 2012   | 30.                | Evaldas Šiškevičius (63.) |
| 2013   | 17.                | Yannick Martinez (15.)    |
| 2014   | 34.                | Rémy Di Gregorio (61.)    |
| 2015   | 17.                | Ignatas Konovalovas (31.) |
| 2016   | 34.                | Delio Fernández (224.)    |
| 2017   | 12.                | Mauro Finetto (29.)       |
| 2018   | 17.                | Mauro Finetto (119.)      |

UCI World Ranking
| Saison | Mannschaftswertung | Einzelwertung         |
| ------ | ------------------ | --------------------- |
| 2019   | 32.                | Anthony Turgis (158.) |
| 2020   | 23.                | Biniam Girmay (113.)  |